# Catopsis berteroniana
Espèce
Classification APG III (2009)
Synonymes
- Catopsis mosenii Mez
- Pogospermum berteroanum  (Schult. & Schult.f.) Brongn.
- Renealmia pendula C.F.Gaertn.
- Tillandsia berteroana Schult. & Schult.f.
- Tillandsia berteroniana Schult. & Schult.f.
- Tillandsia pendula  Thunb. ex C.F.Gaertn.

Catopsis berteroniana est une espèce de plantes vivaces épiphytes de la famille des Bromeliaceae, la seule plante carnivore du genre Catopsis. Son mécanisme de capture ressemble à celui de Brocchinia reducta, une autre Bromeliaceae.

## Synonyme
- Catopsis mosenii Mez
- Pogospermum berteroanum  (Schult. & Schult.f.) Brongn.
- Renealmia pendula C.F.Gaertn.
- Tillandsia berteroana Schult. & Schult.f.
- Tillandsia berteroniana Schult. & Schult.f.
- Tillandsia pendula  Thunb. ex C.F.Gaertn.

## Classification
La description de l'espèce a été publiée sous le nom de Tillandsia berteroana qui n'est pas conforme aux règles de nomenclature. En effet, l'épithète rappelle la ressemblance, relative, de l'espèce avec celles du Berteroa et n'est pas un hommage direct à Carlo Luigi Giuseppe Bertero. Le nom a donc été rectifié en Tillandsia berteroniana puis en Catopsis berteroniana mais on rencontre cependant l'ancienne orthographe çà et là.

## Distribution
L'espèce est largement répandue sur le continent américain : en Amérique du Nord, notamment aux États-Unis (sud de la Floride), sud-est du Mexique ; en Amérique centrale, au Belize, Costa Rica, Guatemala, Nicaragua, Panama ; également dans la Caraïbe, Cuba, Bahamas, République dominicaine, Jamaïque ; et en Amérique du Sud, Guyane, Suriname, Venezuela, Colombie, Équateur et Brésil.

## Description
Catopsis berteroniana est une plante épiphyte qui pousse sur les arbres en compagnie d'autre broméliacées dans les zones au climat tropical humide. Elle mesure plus de 40 cm de haut.
Les feuilles acuminées ont une forme de gouttière.
La hampe florale atteint plus de 1 m de haut et les fleurs sont blanches, d'environ 2 cm de diamètre. 
Comme chez toutes les Bromeliaceae, les eaux d'arrosages s'accumulent au cœur de la rosette de feuille. La particularité de Catopsis berteroniana est que les insectes qui s'y noient sont digérés par des bactéries, puis assimilés par la plante. Les feuilles sont recouvertes d'une poudre blanchâtre, jouant probablement un rôle dans l'attraction des insectes.

## Culture
La culture de Catopsis berteroniana est aisée en intérieur. Elle se plaira avec une température de 18 °C à 30 °C, sans descendre sous les 15 °C. Une forte luminosité est préférable, mais un soleil direct en plein été peut être préjudiciable. Les racines de la plante ne lui servent qu'à s'accrocher à son substrat : l'apport d'engrais se fait donc par les feuilles (les engrais foliaires ou engrais pour orchidée étant adaptés). L'humidité doit être importante, et le cœur de la rosette doit être en permanence rempli d'eau. Il est conseillé de n'utiliser que de l'eau déminéralisée (ou de l'eau de pluie). La plante peut également être hydratée en la bassinant. Il est préférable que le substrat soit maintenu humide.